# Lijst van voetbalinterlands Irak - Pakistan
Deze lijst van voetbalinterlands is een overzicht van alle officiële voetbalwedstrijden tussen de nationale teams van Irak en Pakistan. De landen hebben tot op heden negen keer tegen elkaar gespeeld. De eerste ontmoeting, een vriendschappelijke wedstrijd, werd gespeeld in Teheran (Iran) op 10 maart 1969. De laatste confrontatie, een kwalificatiewedstrijd voor het Wereldkampioenschap voetbal 2010, vond plaats op 28 oktober 2007 in Damascus (Syrië).

## Wedstrijden
| № | Plaats   | Datum             | Competitie                 | Wedstrijd       | Uitslag |
| - | -------- | ----------------- | -------------------------- | --------------- | ------- |
| 1 | Teheran  | 10 maart 1969     | Vriendschappelijk          | Irak − Pakistan | 1 − 2   |
| 2 | Daegu    | 23 september 1986 | Aziatische Spelen 1986     | Pakistan − Irak | 1 − 5   |
| 3 | Irbid    | 28 mei 1993       | WK 1994 kwalificatie       | Pakistan − Irak | 0 − 8   |
| 4 | Chengdu  | 18 juni 1993      | WK 1994 kwalificatie       | Irak − Pakistan | 4 − 0   |
| 5 | Amman    | 11 augustus 1996  | Azië Cup 1996 kwalificatie | Pakistan − Irak | 0 − 3   |
| 6 | Lahore   | 23 mei 1997       | WK 1998 kwalificatie       | Pakistan − Irak | 2 − 6   |
| 7 | Bagdad   | 20 juni 1997      | WK 1998 kwalificatie       | Irak − Pakistan | 6 − 1   |
| 8 | Lahore   | 22 oktober 2007   | WK 2010 kwalificatie       | Pakistan − Irak | 0 − 7   |
| 9 | Damascus | 28 oktober 2007   | WK 2010 kwalificatie       | Irak − Pakistan | 0 − 0   |

## Samenvatting
| Competitie            | Totaal gespeeld | Winst Irak | Gelijk | Winst Pakistan | Doelsaldo Irak – Pakistan |
| --------------------- | --------------- | ---------- | ------ | -------------- | ------------------------- |
| WK-kwalificatie       | 6               | 5          | 1      | 0              | 31 − 3                    |
| Azië Cup-kwalificatie | 1               | 1          | 0      | 0              | 3 − 0                     |
| Aziatische Spelen     | 1               | 1          | 0      | 0              | 5 − 1                     |
| Vriendschappelijk     | 1               | 0          | 0      | 1              | 1 − 2                     |
| Totaal                | 9               | 7          | 1      | 1              | 40 − 6                    |

IFA · A-internationals · Statistieken · Iraaks vrouwenelftal · Irak U21 · Irak U20 · Irak U19 · Irak U18 · Irak U17
1950 – 1969 ·
1970 – 1979 ·
1980 – 1989 ·
1990 – 1999 ·
2000 – 2009 ·
2010 – 2019 ·
2020 − 2029
Afghanistan ·
Algerije ·
Argentinië ·
Australië ·
Azerbeidzjan ·
Bahrein ·
België ·
Bolivia ·
Botswana ·
Brazilië ·
Cambodja ·
Chili ·
China ·
Colombia ·
Congo-Kinshasa ·
Cyprus ·
DDR ·
Ecuador ·
Egypte ·
Estland ·
Filipijnen ·
Finland ·
Ghana ·
Guinee ·
Hongkong ·
India ·
Indonesië ·
Iran ·
Japan ·
Jemen ·
Jordanië ·
Kazachstan ·
Kenia ·
Kirgizië ·
Koeweit ·
Libanon ·
Liberia ·
Libië ·
Macau ·
Maleisië ·
Marokko ·
Mauritanië ·
Mexico ·
Myanmar ·
Nepal ·
Nieuw-Zeeland ·
Noord-Korea ·
Oeganda ·
Oezbekistan ·
Oman ·
Pakistan ·
Palestina ·
Paraguay ·
Peru ·
Polen ·
Qatar ·
Roemenië ·
Rusland ·
Saoedi-Arabië · 
Sierra Leone · 
Singapore ·
Soedan ·
Spanje · 
Sri Lanka ·
Syrië · 
Tadzjikistan · 
Taiwan · 
Thailand · 
Trinidad en Tobago ·
Tunesië ·
Turkije ·
Turkmenistan ·
Uruguay ·
Verenigde Arabische Emiraten ·
Vietnam ·
Zambia ·
Zuid-Afrika ·
Zuid-Jemen ·
Zuid-Korea
PFF · A-Internationals · Olympisch elftal · Pakistaans vrouwenelftal
1950 – 1959 · 
1960 – 1969 · 
1970 – 1979 · 
1980 – 1989 · 
1990 – 1999 · 
2000 – 2009 · 
2010 – 2019 ·
2020 − 2029
Afghanistan ·
Bahrein ·
Bangladesh ·
Bhutan ·
Brunei ·
Cambodja ·
China ·
Djibouti ·
Filipijnen ·
Guam ·
India ·
Indonesië ·
Irak ·
Iran ·
Israël ·
Japan ·
Jemen ·
Jordanië ·
Kazachstan ·
Kenia ·
Kirgizië ·
Koeweit ·
Libanon ·
Macau ·
Malediven ·
Maleisië ·
Mauritius ·
Myanmar ·
Nepal ·
Noord-Korea ·
Oman ·
Palestina ·
Qatar ·
Saoedi-Arabië ·
Singapore ·
Sri Lanka ·
Syrië ·
Tadzjikistan ·
Taiwan ·
Thailand ·
Turkije ·
Turkmenistan ·
Verenigde Arabische Emiraten ·
Zuid-Korea ·
Zuid-Vietnam